# Owch Gol
Owch Gol (persiska: وچگُل, اوچ گل, Ūchgol) är en ort i Iran.   Den ligger i provinsen Kurdistan, i den nordvästra delen av landet, 400 km väster om huvudstaden Teheran. Owch Gol ligger 1 878 meter över havet och antalet invånare är 122.
Terrängen runt Owch Gol är kuperad åt nordost, men åt sydväst är den platt. Runt Owch Gol är det ganska glesbefolkat, med 23 invånare per kvadratkilometer. Närmaste större samhälle är Khvosh Maqām, 10,6 km sydväst om Owch Gol. Trakten runt Owch Gol består i huvudsak av gräsmarker.